# Felipa Niño Mas
Felipa Niño Mas (Benavente, provincia de Zamora, 1902-Madrid, 1992) fue una historiadora española del siglo XX. Doctora en Filosofía y Letras, sección Historia, profesora en el Instituto Escuela de Madrid y funcionaria del Cuerpo Facultativo de Archiveros, Bibliotecarios y Arqueólogos, llegó a ser vicedirectora del Museo Arqueológico Nacional. Premio Extraordinario de Doctorado en 1930. Hermana de la bibliotecaria y censora María Isabel Niño Mas.

## Reseña biográfica
Felipa Niño Más fue una de las primeras mujeres en acceder, sin restricciones legales administrativas, a los estudios superiores. Hay que tener en cuenta que cuando Felipa Niño Mas obtuvo la licenciatura y ganó las oposiciones, hacía solamente 12 años que se había reconocido en España el derecho de las mujeres a que se refieren dos reales órdenes, el 9 de marzo y el 4 de septiembre de 1910, publicadas en la Gaceta de Madrid. La nueva normativa permitió a las mujeres, el acceso a la enseñanza oficial sin necesidad del requisito de la autorización anterior que quedaba derogado, así como el reconocimiento del título universitario para ejercer profesionalmente en instituciones públicas dependientes del Ministerio de Instrucción Pública y Bellas Artes.

### Profesora y archivera
Felipa Niño ingresó por primera vez en el Instituto Escuela de Madrid como profesora aspirante en el curso 1923 a 1924. Un año antes había obtenido la Licenciatura en Filosofía y Letras, Sección de Historia, en la Universidad Central, siendo una de los dos premios extraordinarios de 1922. Bajo la dirección de Claudio Sánchez Albornoz realizó su Tesis doctoral sobre la repoblación de Castilla la Vieja, con Premio Extraordinario de Doctorado en 1930, mérito que solamente Felipa y dos personas más obtuvieron ese año. El año 1931 fue también el del ingreso, por oposición, en el Cuerpo Facultativo de Archiveros, Bibliotecarios y Arqueólogos. Felipa, que había tomado contacto con el Centro de Estudios Históricos durante el curso 1928-29 en que asistió al Seminario de Historia de las Instituciones Medievales, trabajó como colaboradora de la Sección de Arte Pictórico y Escultórico español del CEH, durante los cursos de 1930 a 1934. Compaginando su profesión de archivera con la de profesora, en 1931 se presentó a las oposiciones, turno libre, para proveer las Cátedras de Geografía e Historia, vacantes en los Institutos de Cervantes, de Madrid; Maragay, de Barcelona; Alcoy, Pontevedra, Baeza y Cuenca (España). Pero de los 109 aspirantes, 22 fueron mujeres y ninguna logró ganar las oposiciones. Ese mismo año, fue pensionada para estudiar en los museos franceses, Roma y en el Victoria and Albert Museum de Londres, para especializarse en tejidos. 
En 1933 participó como docente universitaria en el Crucero Universitario por el Mediterráneo. Tras la guerra civil, colaboró con el Instituto Diego Velázquez, en su apartado de escultura medieval y moderna. Como Subdirectora del Servicio del Tesoro Artístico Patrimonio Nacional, en 1943 fue comisionada para la catalogación inventario de las obras de arte el Palacio Real. Posteriormente, realizó la catalogación de los tejidos coptos del Museo Arqueológico Nacional.
El BOE nº 6, de 07/01/1969 publicó la Orden de 27 de noviembre de 1968 por la que cesa en el cargo de Secretaria del museo Arqueológico Nacional, nombrándola vicedirectora del mencionado Museo.

### Incautación de monedas del Museo Arqueológico Nacional de España
La intervención de Felipa Niño en la Incautación de monedas del Museo Arqueológico Nacional de España consistió en colaborar con Felipe Mateu y Llopis en tratar de evitar la salida de numerosas piezas del monetario del Museo Arqueológico Nacional, cuando el Subsecretario de Instrucción Pública, Wenceslao Roces, acudió personalmente a retirarlas a comienzos de noviembre de 1936

“Tanto Mateu y Llopis como Felipa Niño, también conservadora del Gabinete, se jugaron la vida intentando ocultar de las maneras más variopintas algunas de las monedas más valiosas de su colección: en cajones secretos, bajo las estatuas del jardín, en un arcón de plomo en el sótano, o haciendo pasar por plata las piezas de menor ley”

Felipa fue una de las funcionarias evacuadas a Valencia por orden de evacuación de funcionarios emitida el 11 de octubre de 1937 por la Subsecretaría de Instrucción Pública y Bellas Artes